# Joseph Schwantner
Joseph Clyde Schwantner (22 de marzo de 1943) es un compositor y educador estadounidense galardonado con un Premio Pulitzer de Música  y miembro de la Academia Estadounidense de Artes y Letras desde 2002.  Fue galardonado con el premio Charles Ives en 1970. 
Schwantner es un prolífico compositor con numerosas obras en su haber.  Su estilo es colorista y ecléctico, y se basa en elementos tan diversos como el impresionismo francés, los tambores africanos y le minimalismo. Su obra orquestal Aftertones of Infinity recibió el Premio Pulitzer de Música en 1979. 

## Biografía
Nacido en Chicago, inició sus estudios musicales de guitarra clásica a temprana edad, incluyendo los géneros del jazz y el folk. También tocó la tuba en la orquesta de su escuela secundaria. Sus dotes para la composición fueron advertidas por su profesor de guitarra, quien animó a Schwantner a experimentar con las piezas que estaba estudiando. Una de sus primeras composiciones fue una pieza de jazz titulada Offbeats con la que ganó el Premio National Band Camp en 1959. 
Permaneciendo en Chicago, continuó sus estudios musicales de composición en el Conservatorio Americano de la ciudad, donde se graduó con una licenciatura en 1964. Exploró de cerca la música de Debussy, Bartók y Messiaen. Sus estudios de posgrado también se realizaron en Chicago, donde obtuvo una maestría en música y un doctorado en composición de la Universidad del Noroeste en 1966 y 1968 respectivamente.  A partir de sus experiencias en el Conservatorio Americano, Schwantner se interesó por la música de Berio y Rochberg. 
Estas influencias, junto con las de sus estudios universitarios, demostrarán ser influencias distintas y efectivas en su producción compositiva. Como estudiante de composición, Schwantner continuó aspirando con tres obras reconocidas con los premios BMI Student Composer Awards.
Después de completar su educación, obtuvo un puesto de profesor asistente en la Pacific Lutheran University en 1968 y en la Universidad Estatal Ball en 1969 y en la Escuela de Música Eastman en 1970. Tras dejar brevemente la academia universitaria, Schwantner fue compositor residente de la Orquesta Sinfónica de St. Louis entre 1982 y 1984. En 1985, la vida y la música de Schwantner fueron objeto de un documental en la serie Soundings de WGBH Boston. El documental se centró principalmente en la composición de su pieza New Morning for the World, para narrador y orquesta. 
Su trabajo docente continuó en la Escuela Juilliard en 1986 y desde 1999 en la Universidad de Yale. Schwantner se retiró de su puesto en Eastman en 1999. Entre sus encargos más destacados se encuentran el ciclo de canciones Magabunda para orquesta en 1983, A Sudden Rainbow en 1986 y el concierto para guitarra From Afar... en 1987.

## Estilo compositivo
Una de las primeras obras de Schwantner, Diaphonia intervalolum (1967), presagió claramente los importantes rasgos de estilo que existirían más tarde en su música. Más allá de su estructura en serie, elementos como el estilo individualizado, los pedales, la experimentación tímbrica, las agrupaciones instrumentales y el uso de rangos extremos eran evidentes incluso en esta etapa formativa de la carrera de Schwantner. Tras su nombramiento en la facultad de la Escuela de Música Eastman, la obra de Schwantner Consortium I se estrenó en 1970. Esta pieza ilustra claramente su uso personal del serialismo, incluyendo muchas filas de doce tonos escondidas entre la textura y utilizando una estructura interválica específica para proporcionar cohesión. Consortium II también continuó este énfasis en su aplicación personal del serialismo.
A partir de estas obras, Schwantner abandonó este enfoque serialista para profundizar en los efectos del color tonal en sus composiciones. Esto se nota claramente en su uso extendido de instrumentos de percusión. Se encuentran ejemplos de su uso del timbre como elemento compositivo importante en In aeternum (1973) y Elixir (1976). Esto también se puede ver en sus trabajos más importantes para banda. En ... and The Mountains Rise Nowhere (1977), los seis percusionistas tocan un total de 46 instrumentos en un esfuerzo por darle a la sección de percusión un papel más destacado que el que era típico en los trabajos de banda durante los años 1970. 
A partir de esta etapa comenzó a concentrarse también en obtener centros tonales más claros en obras como Music of Amber (1981) y New Morning for the World: 'Daybreak of Freedom' (1982).  Incluso cuando abraza los centros tonales, Schwantner se resiste al empleo muy convencional de las relaciones tónica dominante y a la expansión de ese concepto en la música occidental. Más bien, los centros tonales de Schwantner se crean mediante el énfasis del tono, tal vez como el compositor estadounidense Aaron Copland en una pieza como El Salón México. Sus raíces serialistas incluso proporcionan sus estructuras tonales; Las escalas mayores y menores claramente definidas son escasas en la música de Schwantner. En cambio, utiliza conjuntos de lanzamientos para establecer la organización. Las obras posteriores de Schwantner han integrado elementos minimalistas. Esto se puede ver en su monumental concierto de percusión. Sin embargo, sigue siendo bastante evidente un enfoque muy presente en el timbre y el tono. Sus partituras son publicadas por Schott Helicon Music Corporation.

## Premios
- La beca Charles Ives de la Academia Estadounidense de Artes y Letras (1970) [3]
- Cuatro becas del Fondo Nacional de las Artes (1974-1979)
- Primer premio del concurso Kennedy Center Friedheim (1981)
- Premio Pulitzer de Música (1979) [1]
- Nominación al Premio Grammy en la categoría de "Mejor composición clásica nueva" (1985)
- Nominación al Premio Grammy en la categoría de "Mejor composición clásica" (1987)
- Doctor honoris causa en Bellas Artes de la Universidad de Connecticut (2019)

## Obras

### Orquesta
- A Play of Shadows para flauta y orquesta de cámara
- A Sudden Rainbow
- Aftertones of Infinity (1978)
- Angelfire (2002), Fantasía para violín y orchesta, escrita para la violinista Anne Akiko Meyers
- Beyond Autumn, Poema sinfónico para trompa y orquesta
- Concerto para percusión y orquesta (1994)
- Concerto para piano y orquesta (1988)
- Distant Runes and Incantations para piano y orquesta
- Dreamcaller, tres canciones para Soprano, violín y orquesta
- Evening Land Symphony
- Freeflight, Fanfares & Fantasy
- From Afar..., Fantasía para guitarra y orquesta
- Magabunda (Witchnomad), " Cuatro poemas de Agueda Pizarro" para soprano y orquesta
- Modus Caelestis
- Morning's Embrace (2006)
- New Morning for the World "Daybreak of Freedom" para narrador y orchesta (1982)
- September Canticle Fantasy (In Memoriam)
- Toward Light
- Chasing Light (2008)

### Conjunto de viento
- ...and the mountains rising nowhere (1977)
- From a Dark Millennium (1980)
- In evening's stillness... (1996)
- Recoil (2004)
- Percussion Concerto (transcrito por Andrew Boysen) (1997)
- Beyond Autumn (transcrito por Timothy Miles) (2006)
- New Morning for the World "Daybreak of Freedom" (transcrito por Nikk Pilato) (2007)
- Luminosity: Concerto for Wind Orchestra (2015)
- The Awakening Hour (2017)

### Música de cámara
- Black Anemones
- Canticle of the Evening Bells
- Chronicon, para fagot y piano
- Consortium I
- Consortium II
- Distant Runes and Incantations
- Elixir
- Diaphonia Intervallum
- In Aeternum (Consortium IV)
- Music of Amber
- Rhiannon's Blackbirds
- Soaring
- Sparrows